# سوبرمان (كتاب قصص مصورة)

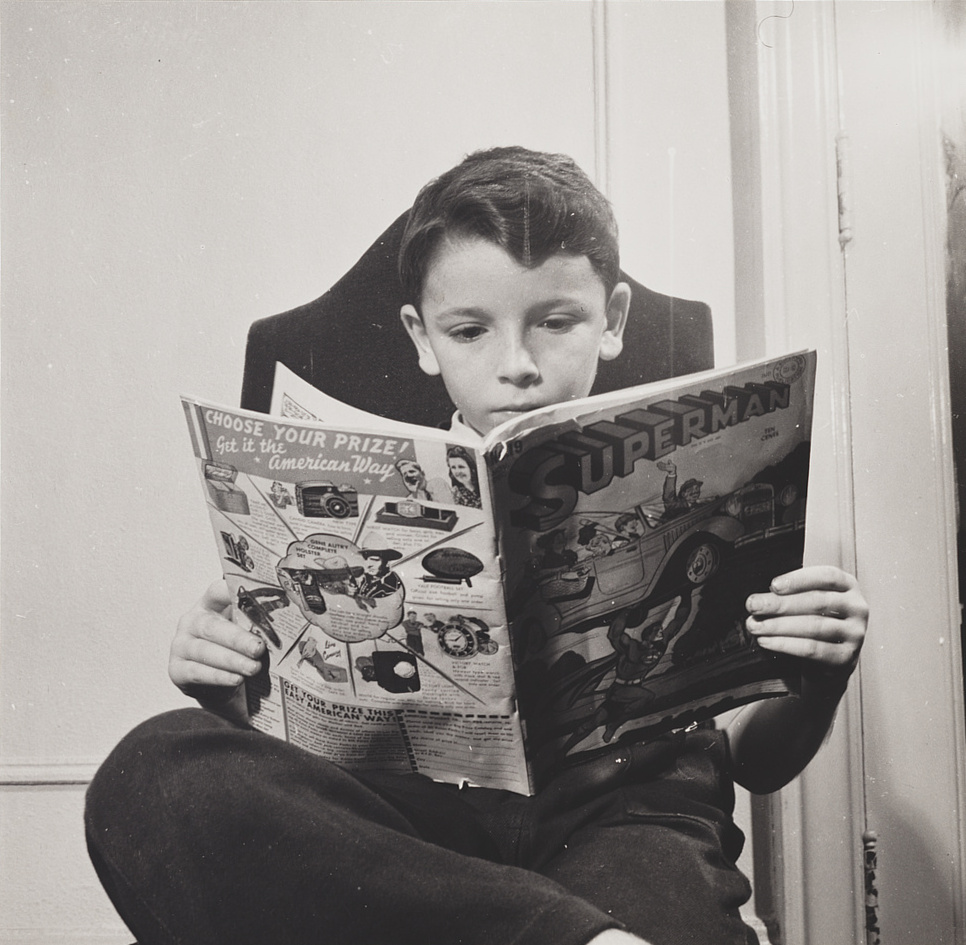
نيويورك، نيويورك — مستعمرة الأطفال، وهي مدرسة للأطفال اللاجئين يديرها شخص نمساوي من فيينا. طفل لاجئ ألماني، من عشاق سوبرمان؛ تُظهر الصورة صبيًا يقرأ كتابًا مصورًا عن سوبرمان.

سوبرمان (بالإنجليزية: Superman) هو اسم لسلسلة كتب قصص مصورة أمريكية تقوم بنشرها دي سي كومكس وتدور أحداث قصصها عن البطل الخارق بنفس الاسم سوبرمان. صدر أول عدد منها في صيف سنة 1939. كان سبب إنشاء السلسلة هو الشعبية الكبيرة التي حصلت عليها شخصية سوبرمان في أكشن كومكس مما دفع دي سي كومكس إلى إنشاء سلسلة خاصة به. من الكتاب الذين عملوا على السلسلة بيل فينغر، آلان مور وجيري سيغل. من الرسامين الذين عملوا عليها جو شوستر، كيرت سوان، جورج بيريز وجون روميتا، الابن.